# Северни (район на Москва)
Северни е административен район на Североизточен окръг в Москва.